# گلنوود، شهرستان وایتمن، واشینگتن
گلنوود (به انگلیسی: Glenwood) یک منطقهٔ مسکونی در ایالات متحده آمریکا است که در شهرستان ویتمن، واشینگتن واقع شده‌است. گلنوود ۶۳۳٫۰۸ متر بالاتر از سطح دریا واقع شده‌است.